# 瀬口良夫
瀬口 良夫（せぐち よしお、1964年〈昭和39年〉1月28日 - ）は、日本の海上保安官。

## 来歴
愛知県出身。刈谷高3年時の1981年には夏の高校野球愛知大会で工藤公康を擁する愛工大名電高（当時・名古屋電気高）と投手として準決勝で対戦し、惜敗している。1982年に海上保安大学校学生として海上保安庁に入庁、1986年卒業後は、2012年4月警備救難部警備情報課警備情報調整官、2013年4月対馬海上保安部長、2014年4月第五管区海上保安本部警備救難部長、2015年4月総務部政務課政策評価広報室長、2016年4月警備救難部管理課長、2018年4月第十管区海上保安本部次長などを歴任。東日本大震災の発災に際しては、第八管区海上保安本部（舞鶴市）の警備救難部次長の職にあったが、被災地で支援活動にもあたった。
2020年（令和2年）4月1日、第九管区海上保安本部長に就任。
同年10月1日、警備救難部長に就任。
2021年（令和3年）10月1日、海上保安監に就任。
2022年（令和4年）6月28日、海上保安庁次長に就任。2024年（令和6年）1月2日に羽田空港地上衝突事故が発生したことを受け、次長として記者会見に出席。その中で「かけがえのない職員の命を失ったことは痛恨の極み。故人のご冥福を心よりお祈りするとともに、ご遺族にも心よりお悔やみ申し上げます」と述べたうえで事故の原因究明に意欲を示した。
2024年（令和6年）7月1日、海上保安庁長官に就任。
2025年（令和7年）7月21日（海の日）、阪神タイガース対読売ジャイアンツ戦の始球式で投球した。